# رون كوربيت
رون كوربيت (بالإنجليزية: Ron Corbett)‏ هو سياسي أمريكي، ولد في 12 أكتوبر 1960 بمدينة إيري في الولايات المتحدة. حزبياً، نشط في Republican Party of Iowa ‏ والحزب الجمهوري. وقد انتخب عضو مجلس نواب ولاية ايوا.

## وصلات خارجية
- الموقع الرسمي